# 观致汽车
观致汽车（英語：Qoros）是一間总部位于中国江苏省常熟市的汽车製造商，成立于2007年12月，屬於宝能集团旗下的企業。該公司初始产能为每年15万辆，最大产能将达到每年30万辆；运营中心則位于上海市，在慕尼黑和上海各設有设计中心、技术中心及工程研发中心。观致供应商包括麦格纳、Iconmobile、天合、大陆、博世、法雷奥和電裝等。

## 历史
观致汽车有限公司成立于2007年，当时中国汽车产业正处于“入世”后发展的高峰期，由内需扩大引起了汽车产销量的迅猛增长。

### 前期阶段
2007年12月，奇瑞量子由奇瑞汽车与以色列集团携手成立注册，当时工厂选址为安徽芜湖，这与奇瑞汽车的所在地相同，工厂年产量为15万辆，预计于2009年建成。
2008年2月，奇瑞量子召开第一届董事会第一次会议，会后举行了合资公司的揭牌仪式。
2008年9月，在上海设立了办公室。
2009年2月，公司召开第一届董事会二次会议，系列产品商业计划获得批准；4月，完成整体平台定义与包括产品主要规格和比例的前期产品概念。6月，奇瑞量子汽车有限公司股东双方的持股比例出现了变化，由当初奇瑞：以色列集团55:45的持股比改为50:50，中方股东奇瑞汽车失去了控股权。同时传出由于受到次贷危机的影响，以色列集团缩减在奇瑞量子项目上的投资的信息。此时，奇瑞量子在安徽芜湖的工厂还没有开工；10月，与麦格纳斯太尔签订合作协议。
2010年6月，奇瑞量子在多重考量下迁址江苏常熟经济技术开发区。7月，双方股东宣布在未来几年内分别向观致增加投资22.5亿元人民币。12月，概念阶段结束——设计与运营概念完成。
2011年10月：第一台原型车建造完成。同年11月，正式发布品牌，并更名观致汽车。

### 观致汽车阶段
2011年11月29日：观致江苏常熟经济开发区新公司举行揭牌仪式。
2011年12月20日，观致汽车首车“谍照”泄密。观致汽车不使用股东奇瑞汽车的技术及平台，与其供应商合作开发或直接采购获取所需技术平台观致汽车宣称：股东双方只作为股东的身份出现，而不直接影响观致汽车的企业决策。

### 持股比例变动
2009年6月，股东双方持股比例由奇瑞与以色列集团的股份由55:45变更为50:50，奇瑞失去奇瑞量子控股权。
2018年1月9日，观致汽车的外方母公司Kenon Holdings发布公告称，宝能集团以66.3亿元收购了观致51%的股份，并正式成为观致汽车的控股股东。

### 疑似財務危機
由於母公司宝能集团於2021年起開始傳出財務問題，觀致汽車也於2022年底遭安徽省蕪湖經濟技術開發區人民法院公告拍賣生產線設備，並被發現旗下各省市多部車輛被查封、甚至被列為失信執行人，同時網民也察覺旗下的共享汽车品牌「聯動雲」開始收回各處據點，懷疑觀致集團遭遇財務危機。2022年5月，山东省汽车流通协会发文表示，由于济南地区观致汽车直营店停业，厂方服务电话也已经注销，该协会将宝能观致汽车品牌列入消费黑名单，并发出消费警示。5月11日，宝能回应称，总部已由深业物流大厦搬至深圳宝能中心。
截至2023年7月12日，观致汽车存在上百条被执行人信息，被执行总金额超9.6亿元，此外还存在多条失信被执行人、限制消费令及终本案件信息，未履行总金额超4.2亿元。

## 产品

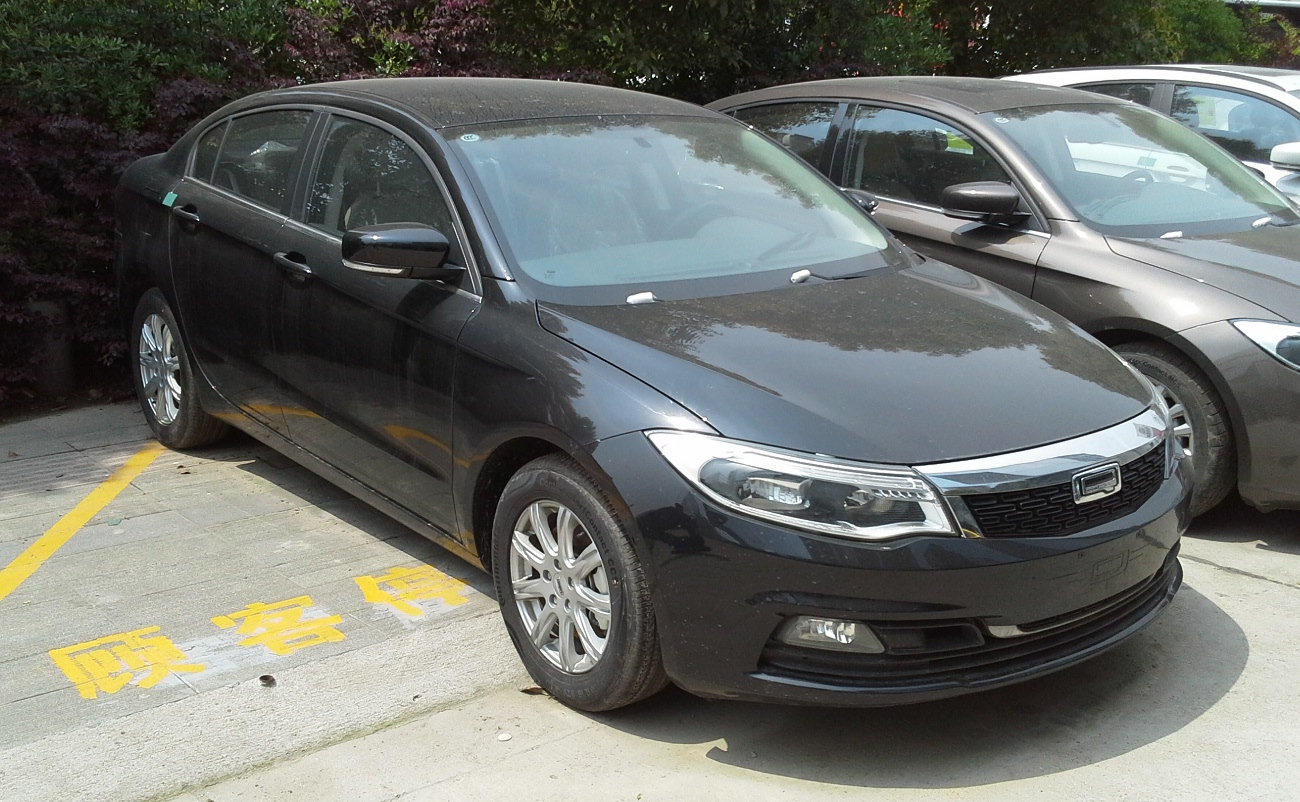
观致 - 3 三厢（2013）
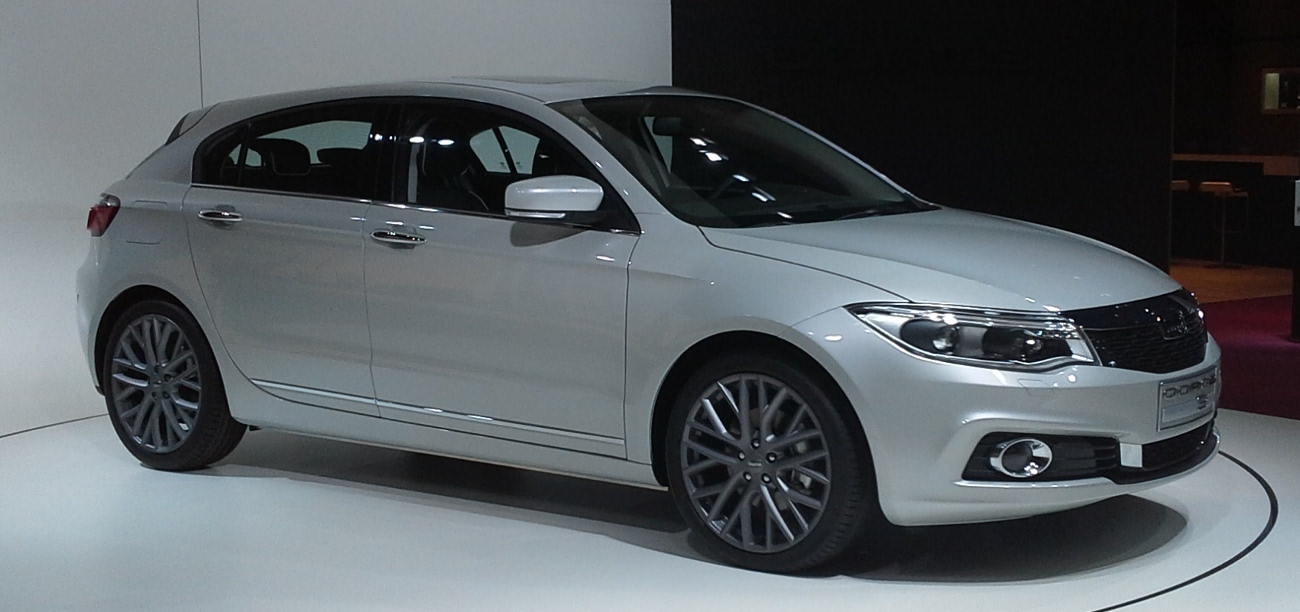
观致 - 3 两厢（2014）
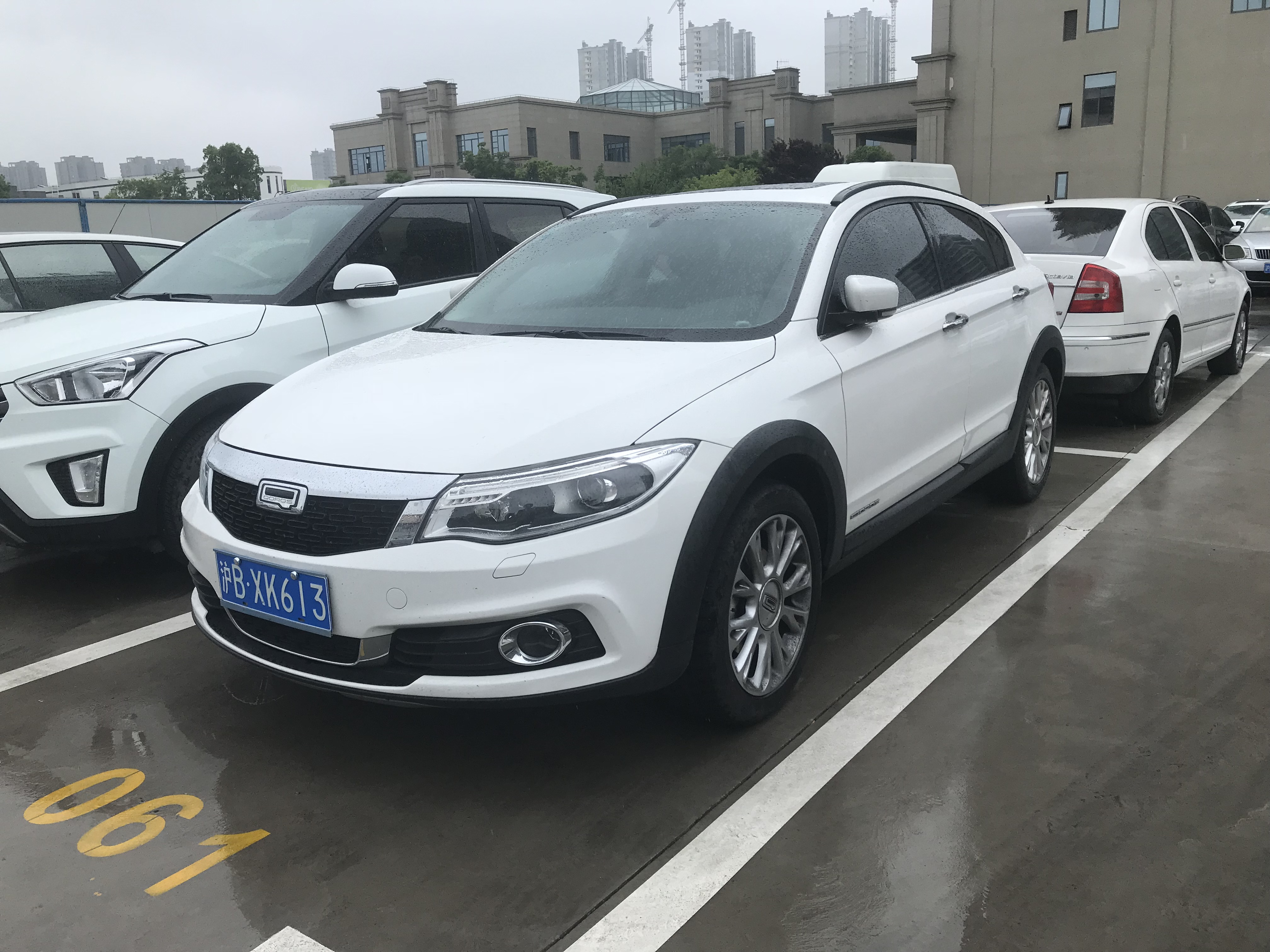
观致 - 3 都市 SUV（2014）
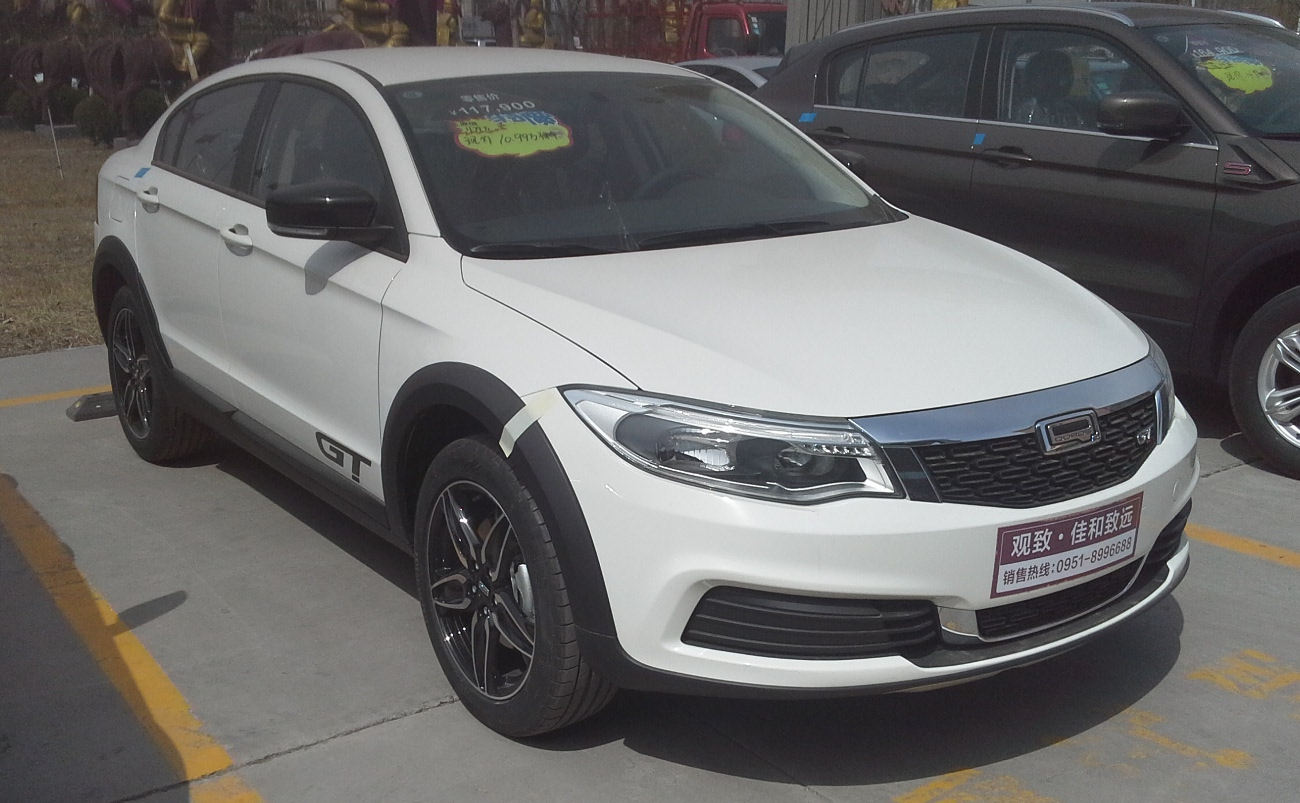
观致 - 3 GT（2016）
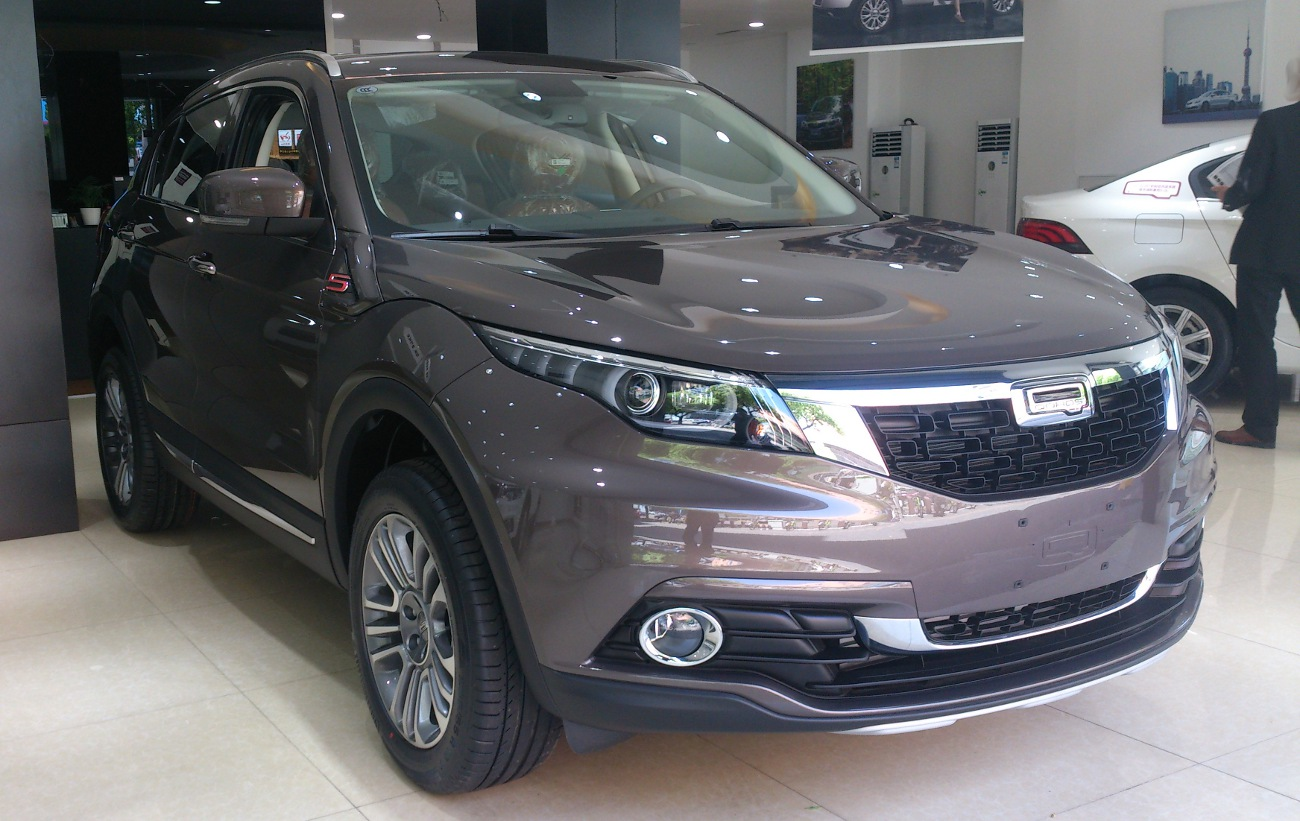
观致 - 5 SUV（2016）